# Kimberly Williams-Paisley
Kimberly Williams-Paisley, född Williams den 14 september 1971 i Rye, New York, är en amerikansk skådespelare.
Hon har varit aktiv skådespelare sedan 1991 då hon spelade dottern i långfilmen Brudens far och var även dottern i uppföljaren Brudens far 2 år 1995, men är allra mest känd för som rollen Dana i TV-serien Jims värld.
Hon är gift med countrymusikartisten Brad Paisley som hon har två barn med. Kimberlys syster, Ashley Williams, är också skådespelerska.

## Filmografi
- 1991 – Brudens far
- 1992 – Secret Games
- 1993 – Indian Summer
- 1995 – Brudens far 2
- 1995 – Coldblooded
- 1996 – Jake och hans kvinnor
- 1996 – The War at Home
- 1999 – Mer än bara vänner
- 1999 – Safe House
- 1999 – Just a Little Harmless Sex
- 2000 – 10th Kingdom
- 2001 – Ten Tiny Love Stories
- 2001 – Kärlekens val
- 2001–2009 – Jims värld (TV-serie)
- 2002 – The Christmas Shoes
- 2004 – Michelle Browns stulna liv
- 2006 – Ska vi slå vad?
- 2006 – How to Go Out on a Date in Queens
- 2006 – We Are Marshall
- 2007 – Eden Court
- 2010 – Amish Grace
- 2014 – 2 1/2 män (TV-serie) – Gretchen Martin
- 2017 – The Christmas Train
- 2018 – The Christmas Chronicles
- 2020 – The Christmas Chronicles 2